# Olympische Sommerspiele 2008/Teilnehmer (Singapur)
| Gelbes Symbol für Goldmedaillen mit stilisierten Olympischen Ringen | Graues Symbol für Silbermedaillen mit stilisierten Olympischen Ringen | Braundes Symbol für Bronzemedaillen mit stilisierten Olympischen Ringen |
| ------------------------------------------------------------------- | --------------------------------------------------------------------- | ----------------------------------------------------------------------- |
| —                                                                   | 1                                                                     | —                                                                       |

Singapur nahm in Peking zum 16. Mal an den Olympischen Sommerspielen 2008 teil. Die Delegation umfasste 25 Athleten. Flaggenträger bei der Eröffnungsfeier von Singapur war Li Jia Wei.

## Medaillengewinner

### Silber
| Name                                 | Sportart    | Kategorie                     |
| ------------------------------------ | ----------- | ----------------------------- |
| Feng Tianwei, Li Jia Wei, Wang Yuegu | Tischtennis | Tischtennis Frauen Mannschaft |

## Badminton
- Jiang Yanmei
- Li Yujia
- Hendri Saputra
- Ronald Susilo
- Xing Aiying

## Leichtathletik
- Calvin Kang Li Loong
- Zhang Guirong

## Schießen
- Lee Wung Yew

## Schwimmen
- Lim Shu En Lynette
- Quah Ting Wen
- Tao Li
- Tay Zhirong Bryan
- Nicolette Teo

## Segeln
- Koh Seng Leong
- Terence Koh
- Xu Yuan Zhen

## Tischtennis
- Cai Xiaoli
- Feng Tianwei (Silber )
- Gao Ning
- Li Jia Wei (Silber )
- Wang Yuegu (Silber )
- Yang Zi